# N422 (België)
De N422 is een verouderde benaming voor een route van gemeentewegen in België in de stad Gent. De route begon bij de R40 en ging via de Kasteellaan richting het Koning Albertpark, waar de weg als een ring om heen ging. Sinds de jaren 1990 is normaal autoverkeer ter hoogte van het Woodrow Wilsonplein niet meer mogelijk. Bij het circulatieplan van Gent (2017) belandden de delen van de weg aan beide kanten van dit plein in verschillende sectoren, die dus definitief gescheiden werden. Wegens dezelfde reden werd in 2017 ook een ander deel van de N422, namelijk de weg in tegenrichting aan de noordzijde van de Jules De Bruyckerdreef, die de lus  voor autoverkeer mogelijk maakte, afgesloten.

## N422a
De N422a is een aan- en afvoerweg van de N422 bij het Koning Albertpark. De N422a verbindt de R40 aan de zuidkant met de zuidkant van het park. De route gaat via de Zuidparklaan en de Dierentuinlaan.

## N422b
De N422b is een korte verbindingsweg bij het Koning Albertpark. De weg verbindt beide takken van de N422 aan de zuidkant van het park via de Jules de Bruyckerdreef. Het gaat hierbij om het verkeer dat van west naar oost gaat. Verkeer dat over deze straat van oost naar west ging, maakte gebruik van de B401, maar sinds 2017 is deze beweging niet meer mogelijk.